# Amnioti
Amnioti (Amniota) su kopneni kralježnjaci (sisavci, ptice i gmazovi) koji u svom razvoju imaju zametnu ovojnicu (amnion). Kod njih se zametak (embrij) razvija unutar te ovojnice koja zatvara šupljinu u kojoj se uz zametak nalazi zametna tekućina. Ta tekućina naziva se plodna voda. Na taj su način u razvoju postali nezavisni od vode.
Pojam je po prvi put koristio Haeckel za razrede viših kralježnjaka radi razgraničenja od anamniota, riba i vodozemaca. U filogenetičkoj sistematici vodozemci su sestrinska grupa amniota.

## Taksoni
Izvor:
- Cincosaurus Aldrich and Jones1930  †
- Coelodontognathus Ochev 1967 †
- Dicondylia Haeckel 1866
- Kraterokheirodon Irmis and Parker 2005 †
- Mesosauria Seeley 1892 †
- Monocondylia Haeckel 1866
- Notalacerta Butts 1891 †
- Sauropsida Huxley 1864
- Synapsida Osborn 1903
- Vitalia Ivakhnenko 1973 †